# 안서절도사
안서절도사(安西節度使), 또는 안서사진절도사(安西四鎭節度使), 사진절도사(四鎭節度使)는 당나라가 서역에 천산남로의 안서사진을 방어하기 위해 설치한 절도사로, 천보 10절도사 중 하나이다.

## 역사
712년 9월, 안서도호(安西都護)가 사진(四鎭)의 경략대사(經略大使)를 거느리고 안서도호부(쿠처, 현재의 신장 위구르 자치구 쿠처현)에 주둔하였다.
718년, 부도호(副都護)가 적서절도사(磧西節度使)를 거느리고 서주(西州)에 주둔하였다.
727년, 이서절도사(伊西節度使)로 고쳤다.
731년, 북정절도사와 합병하여 안서사진북정절도사(安西四鎭北庭節度使)가 되었다.
741년, 다시 북정절도사와 안서사진절도사로 분리하였다.
안서사진절도사는 서역을 안무하고 쿠처, 소륵(疏勒), 우전(于闐), 언기(焉耆) 4진과 안서도호부를 관할하였고, 24,000명의 인구를 거느렸다.
757년, 진서절도사(鎭西節度使)로 고쳤다.
767년, 안서절도사로 이름을 되돌렸다.
790년, 안서 지역이 토번에게 함락당하였고, 경원절도사가 영안서도호(領安西節度)를 겸하였다.

## 역대 절도사
- 곽건관(郭虔瓘, 715년 - ?)
- 부몽령찰(夫蒙靈詧, ? ~ ?)
- 고선지(高仙芝, 747년 ~ 752년)
- 봉상청(封常淸, 752년 ~ 756년)
- 이공(李珙, 756년)
- 위백옥(衛伯玉, 759년 ~ ?)
- 마린(馬璘, 763년 ~ ?)
- 곽흔(郭昕, 781년)

### 회주에 주둔한 진서북정행영절도사(鎭西北庭行營節度使)
- 이사업(李嗣業, 758년 ~ 759년)
- 여비원례(荔非元禮, 759년 ~ 762년)
- 백효덕(白孝德, 762년)

## 참고 문헌
- 《신당서·방진표(方鎭表)》

## 같이 보기
- 안서도호부
- 적서절도사